# Maori csigaforgató
A maori csigaforgató (Haematopus finschi) a madarak osztályának lilealakúak (Charadriiformes) rendjébe, ezen belül a csigaforgatófélék (Haematopodidae) családjába tartozó faj.

## Rendszerezése
A fajt Gustav Heinrich Martens írta le 1897-ben.

## Előfordulása
Új-Zéland területén honos. Ausztráliai jelenléte, még nincs megerősítve. Természetes élőhelyei a füves tundrák, homokos, kavicsos és sziklás tengerpartok, valamint sós mocsarak, édesvízi tavak, folyók és patakok környéke. Vonuló faj.

## Megjelenése
Testhossza 46 centiméter, testtömege 550 gramm.
|  |  |

## Természetvédelmi helyzete
Az elterjedési területe kicsi, egyedszáma még nagy, de csökken. A Természetvédelmi Világszövetség Vörös listáján még nem szerepel.